# Musée de la Révolution
Le musée de la Révolution est un musée créé en 1959 à La Havane, capitale cubaine, consacré à la révolution qui fut menée cette année-là par Fidel Castro et Ernesto Che Guevara. Il se situe dans l'ancien palais présidentiel, qui se trouve dans la municipalité havanaise de La Habana Vieja. 

## Historique
Le musée de la Révolution se situe dans l’ancien palais présidentiel dans lequel tous les présidents cubains de 1913 à 1957 ont résidé (le dernier d'entre fut le dictateur Fulgencio Batista). Construit en 1913 par les architectes Paul Belau et Carlos Maruri, il est inauguré en 1920 par le président Mario García Menocal.
Le 13 mars 1957, un détachement de troupes castristes commandés par Faure Chomón (es) prend d'assaut le palais dans le but d'assassiner le dictateur Battista. Celui-ci réussit néanmoins à s'enfuir par un escalier débouchant dans son bureau. 
Le musée permet d'avoir une vision complète de l'histoire de la révolution cubaine, grâce à de nombreux documents : films, photos, vêtements, maquettes, véhicules, armes, drapeaux, objets…
Y sont exposés entre autres : 
- Le yacht Granma de 18 m de long, utilisé par Fidel Castro, Che Guevara et 80 guérilleros afin de quitter Tuxpan au Mexique et rejoindre Cuba en 1956 (une réplique de taille réelle se trouve à Belic sur le lieu même du débarquement).
- Un tank soviétique SU-100 (devant le musée) avec lequel l'armée cubaine attaqua le Houston (un navire qui transportait des mercenaires) sur la baie des Cochons en 1961.
- Deux avions, un chasseur Hawker Sea Fury (numéro 542) qui prit part aux combats de la baie des Cochons (19-20 avril 1961), et un Vought OS2U Kingfisher[1].

## Galerie
Salles historiques

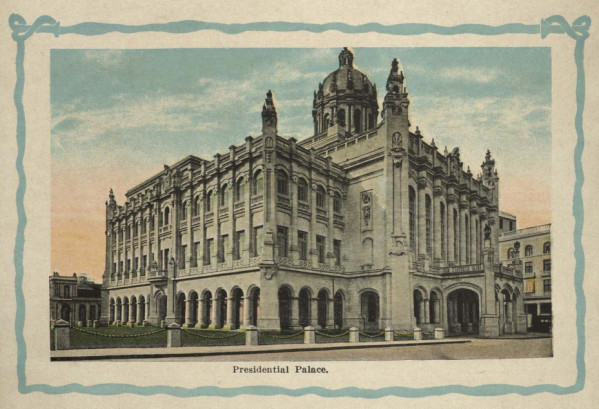
Carte postale de l'entre-deux-guerres.
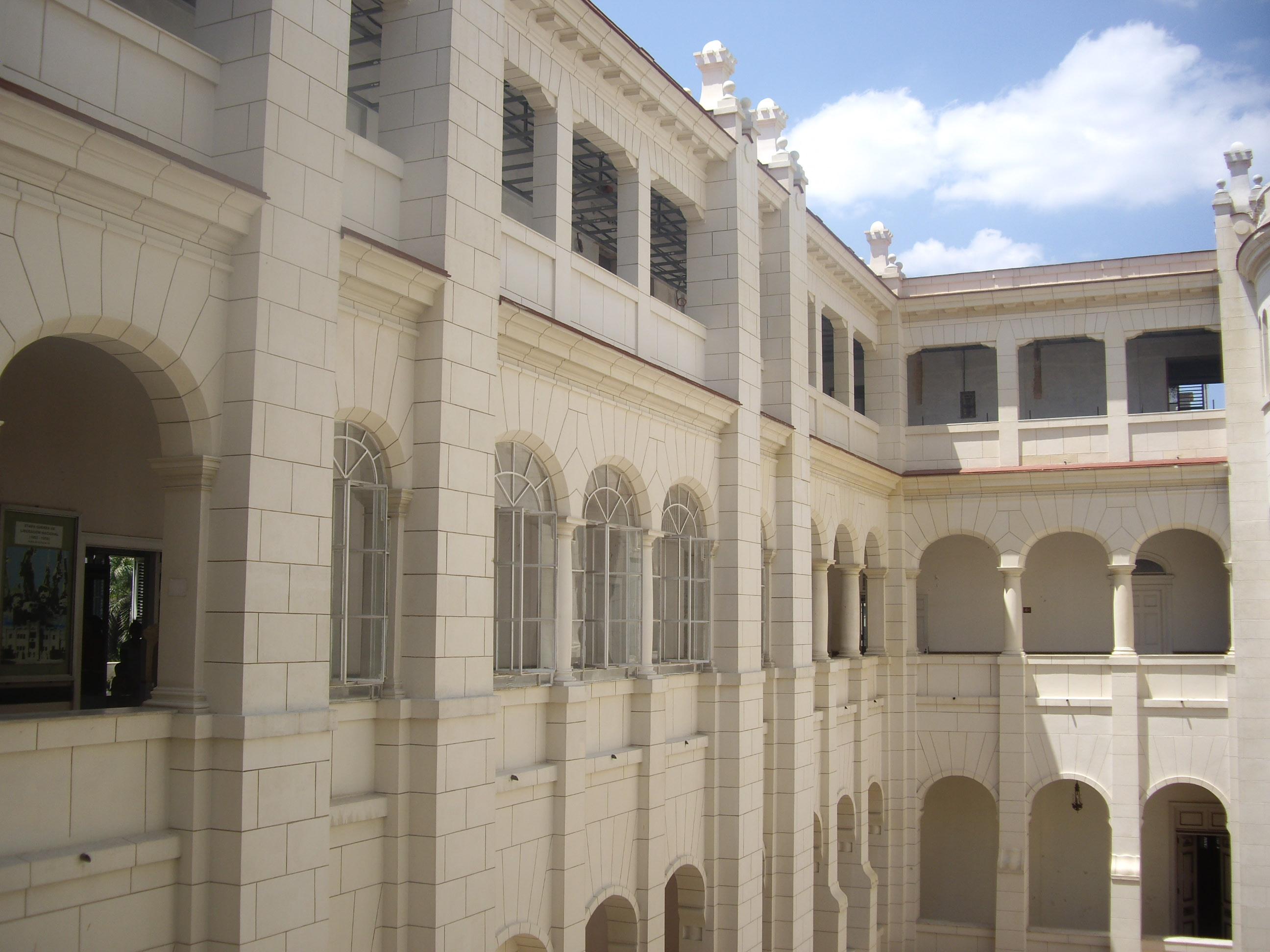
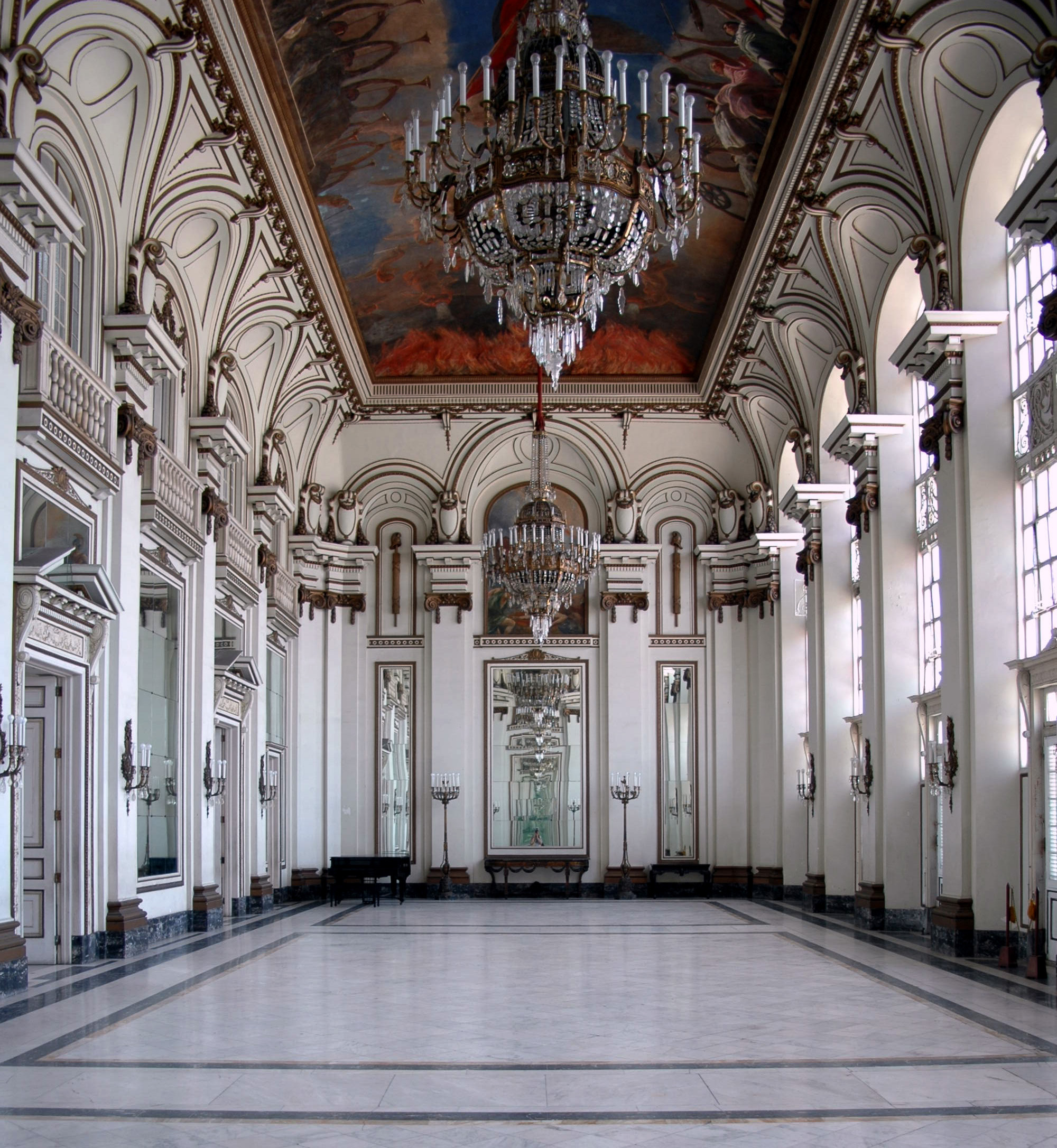
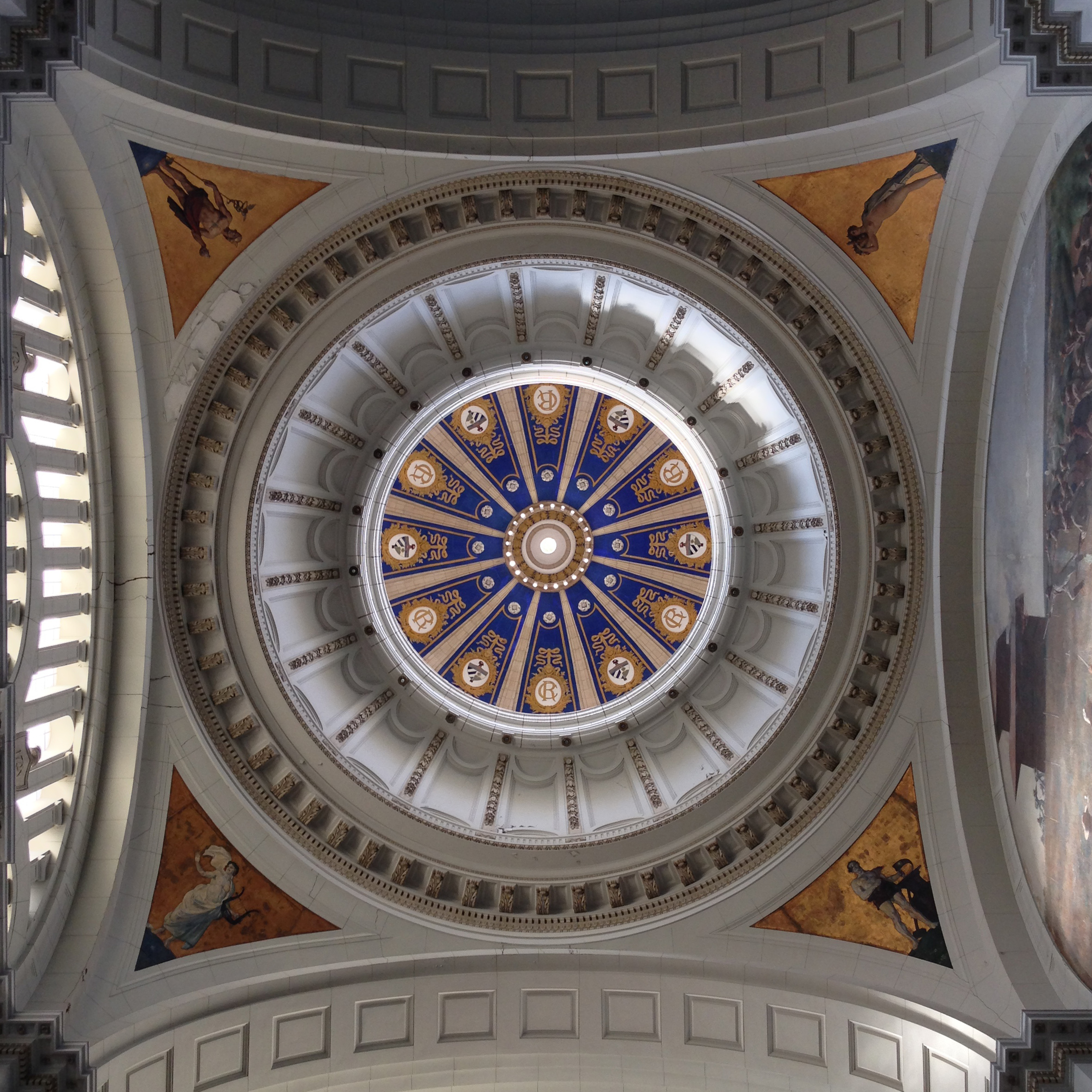
Coupole vue de l'intérieur.
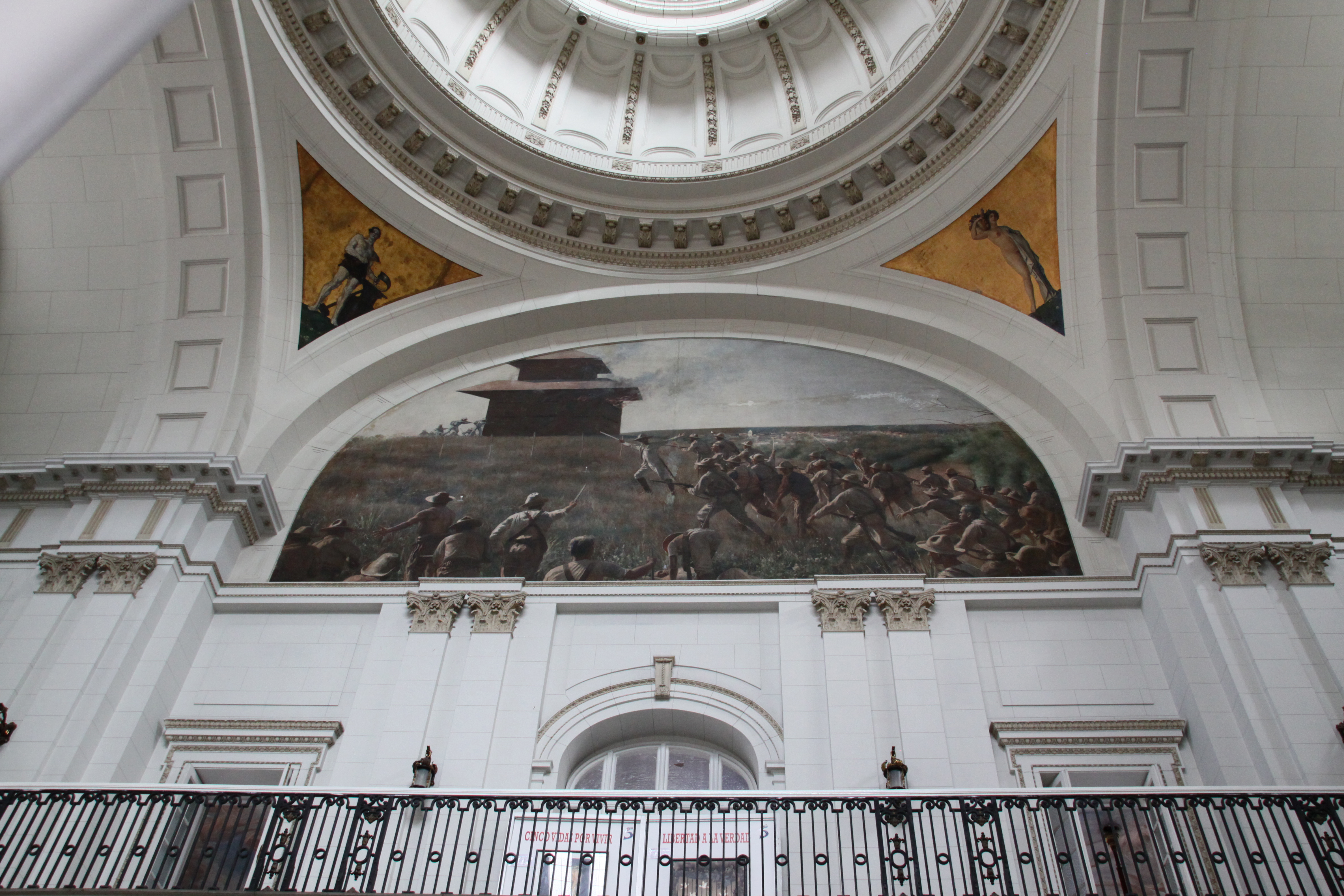
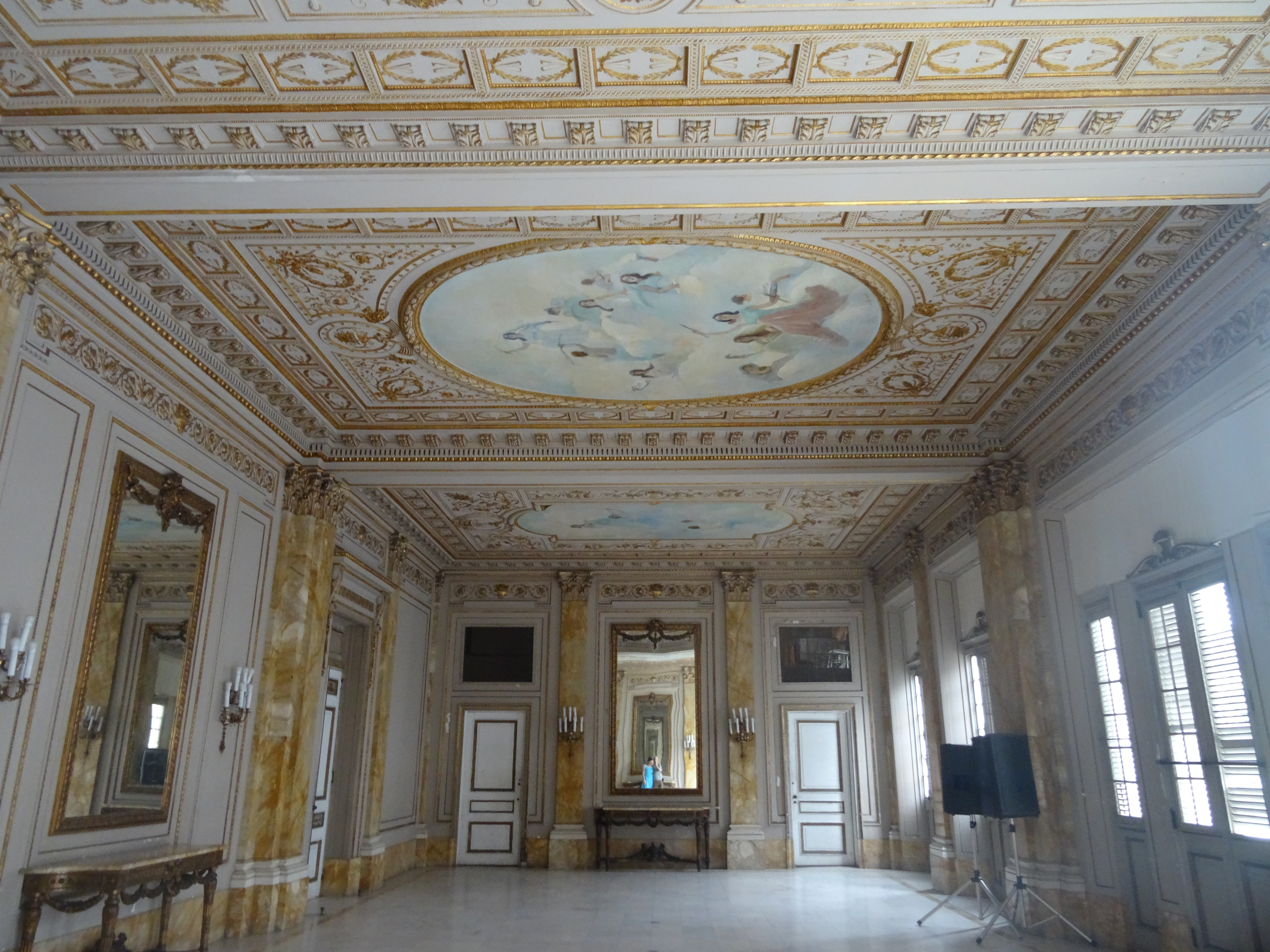
Salon Louis XVI.
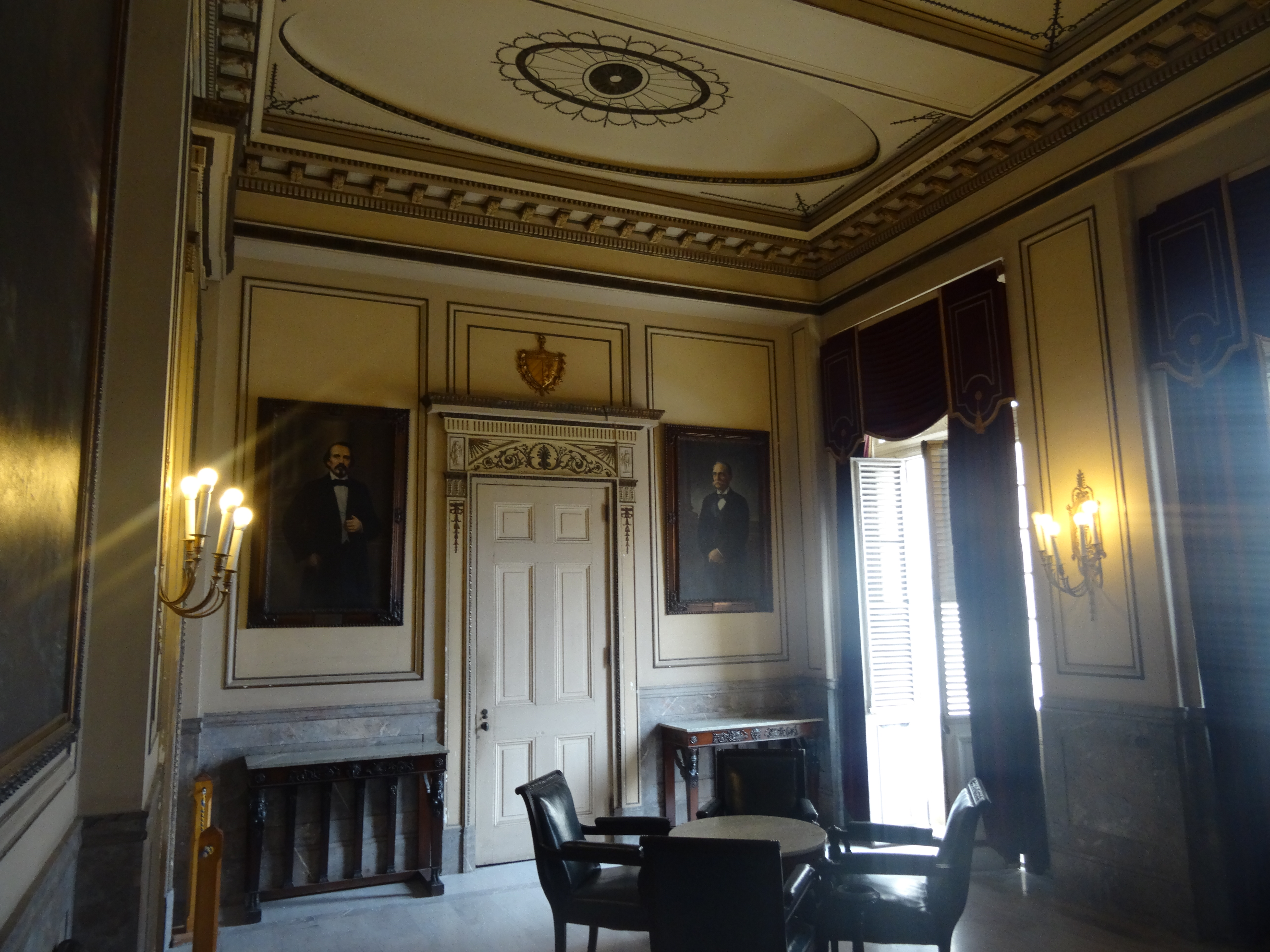
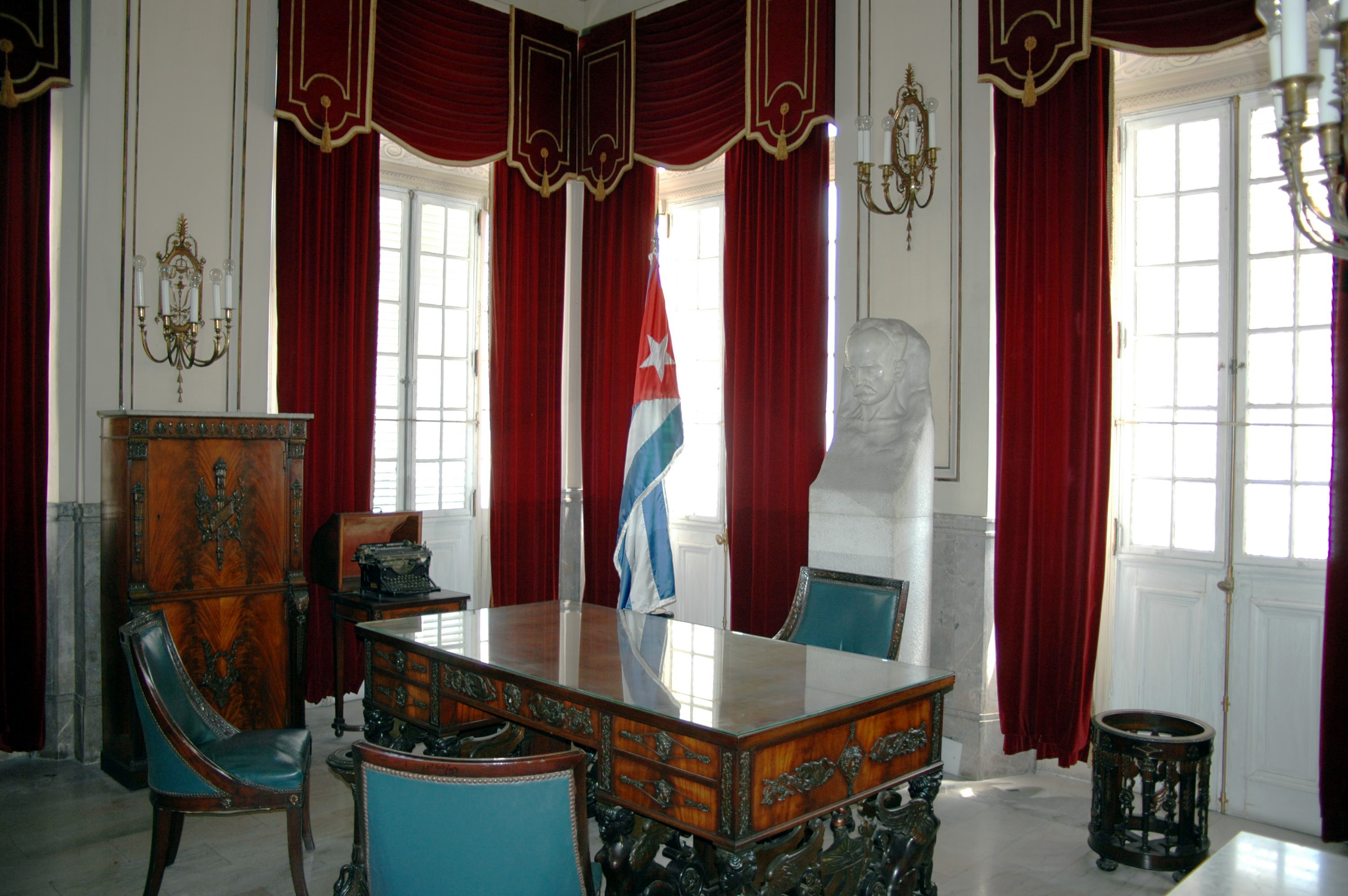

Musée

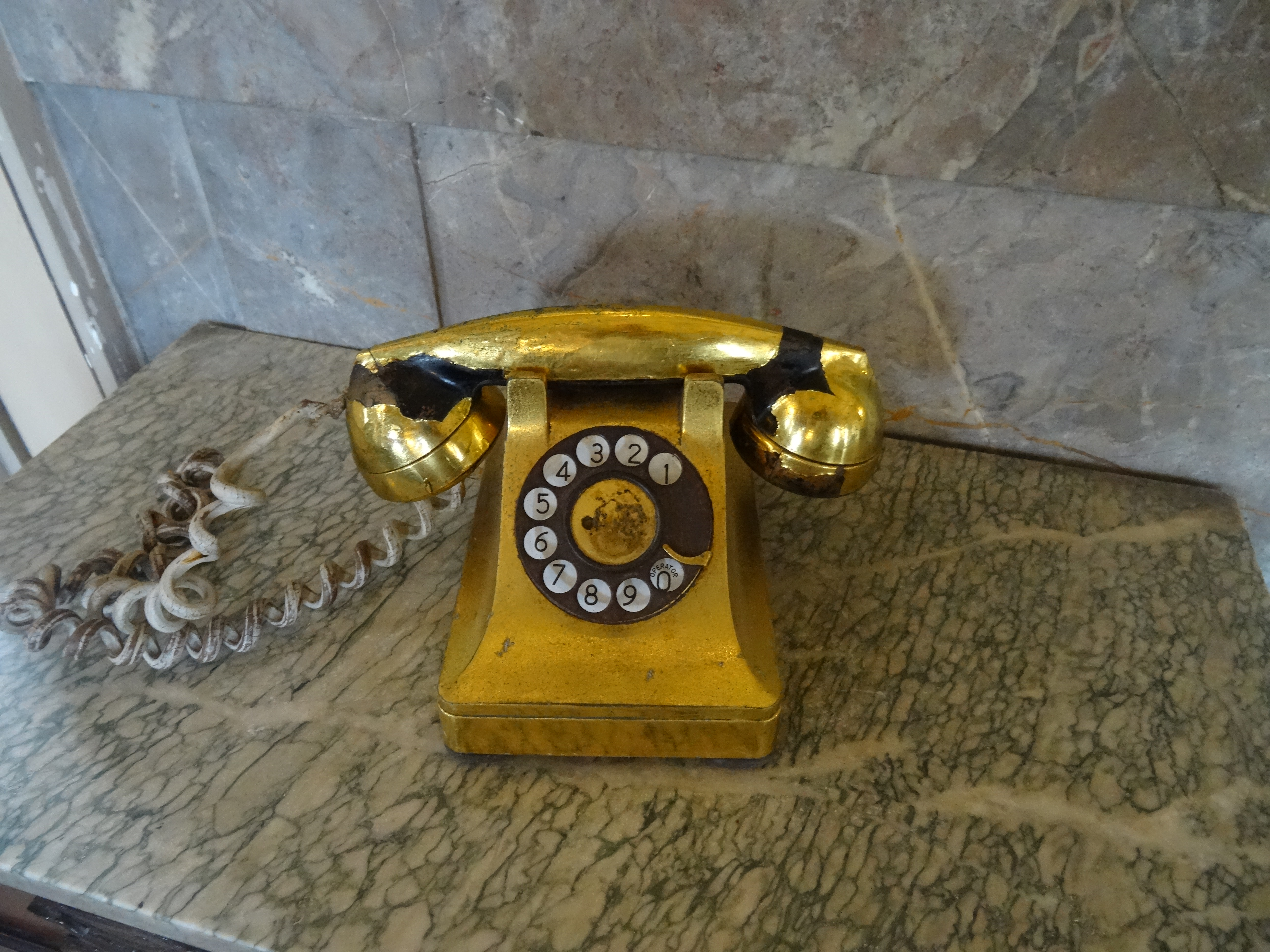
Téléphone en or du dictateur Fulgencio Batista.
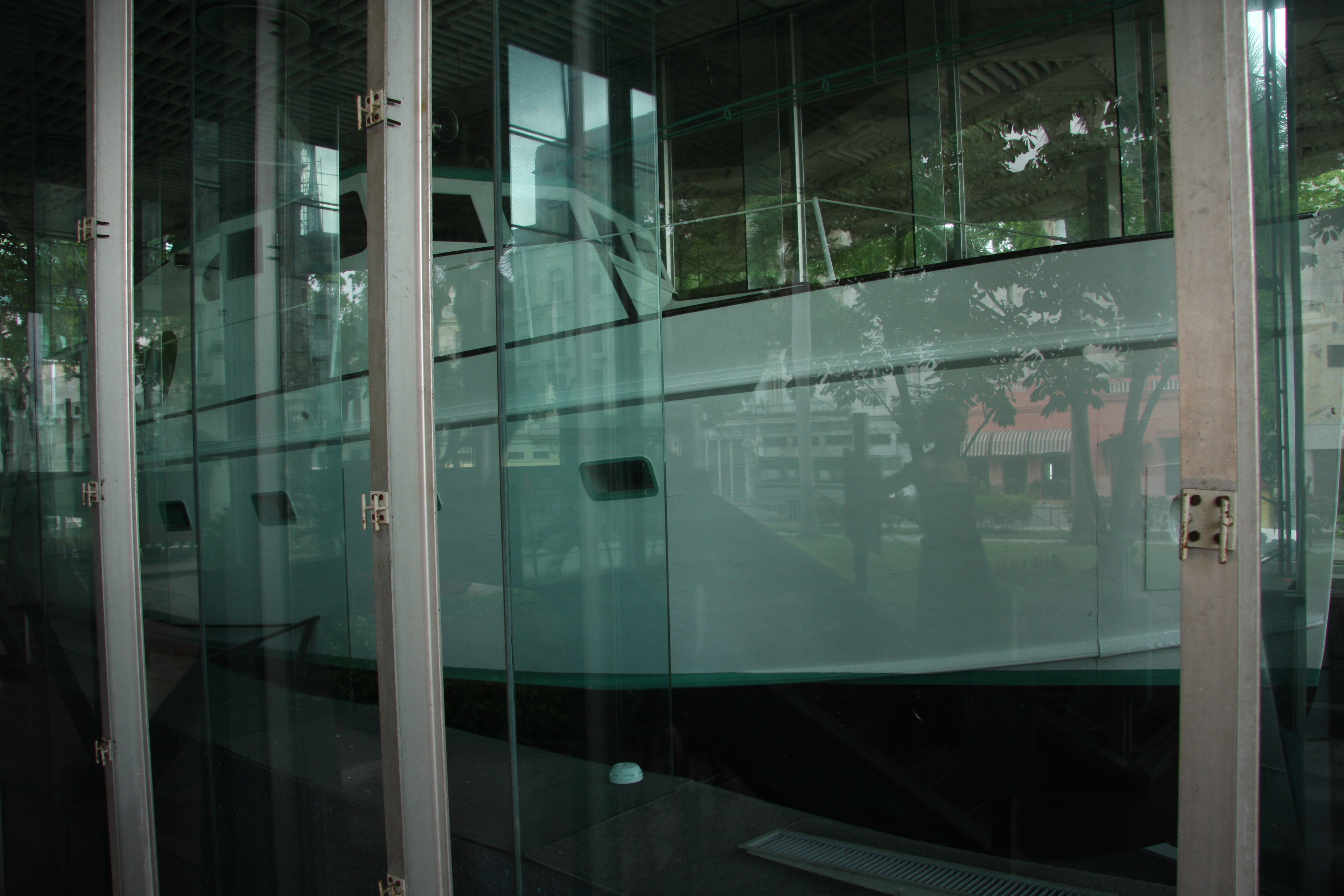
Granma (bateau).
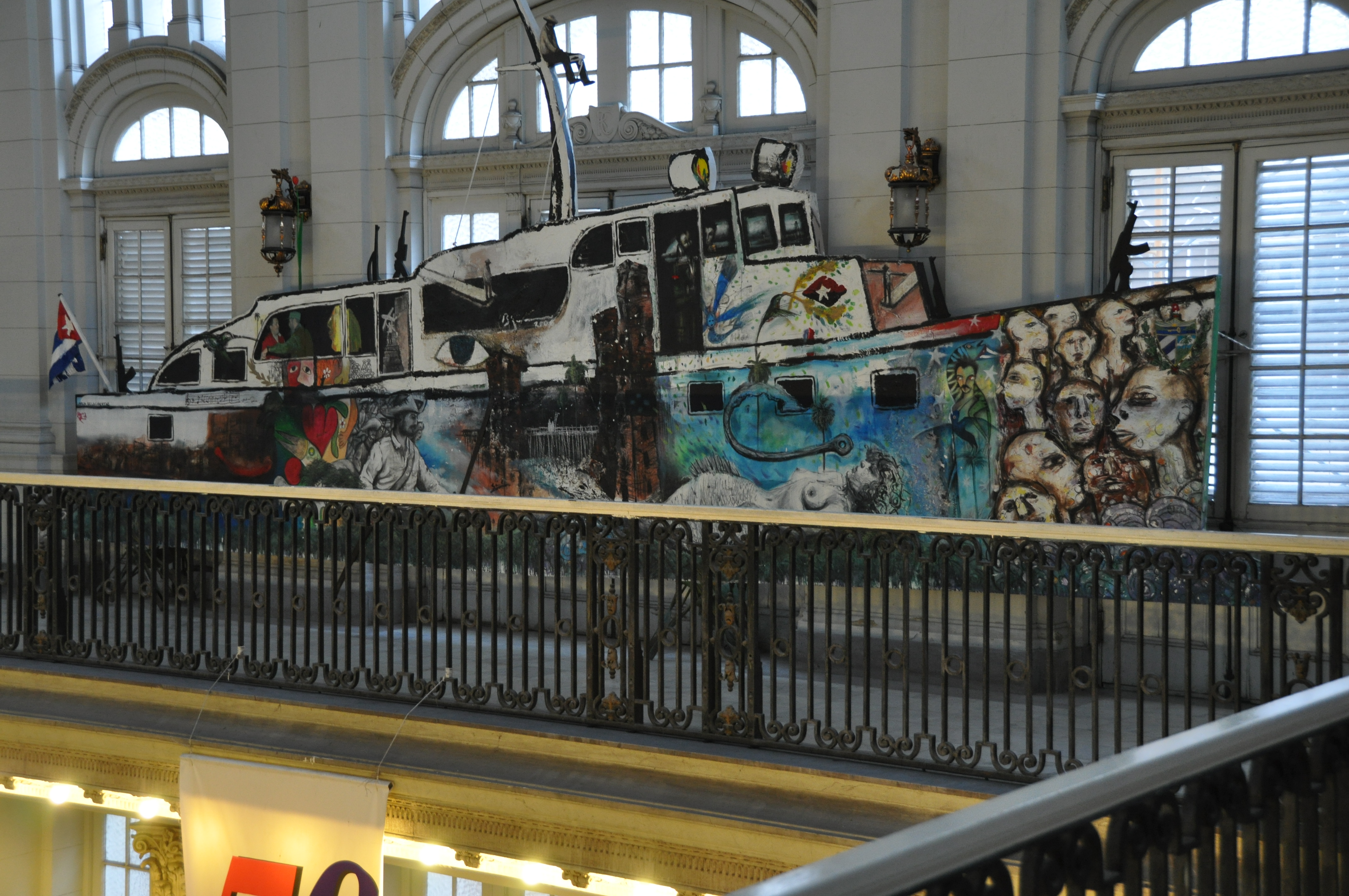
Arche de la Liberté.
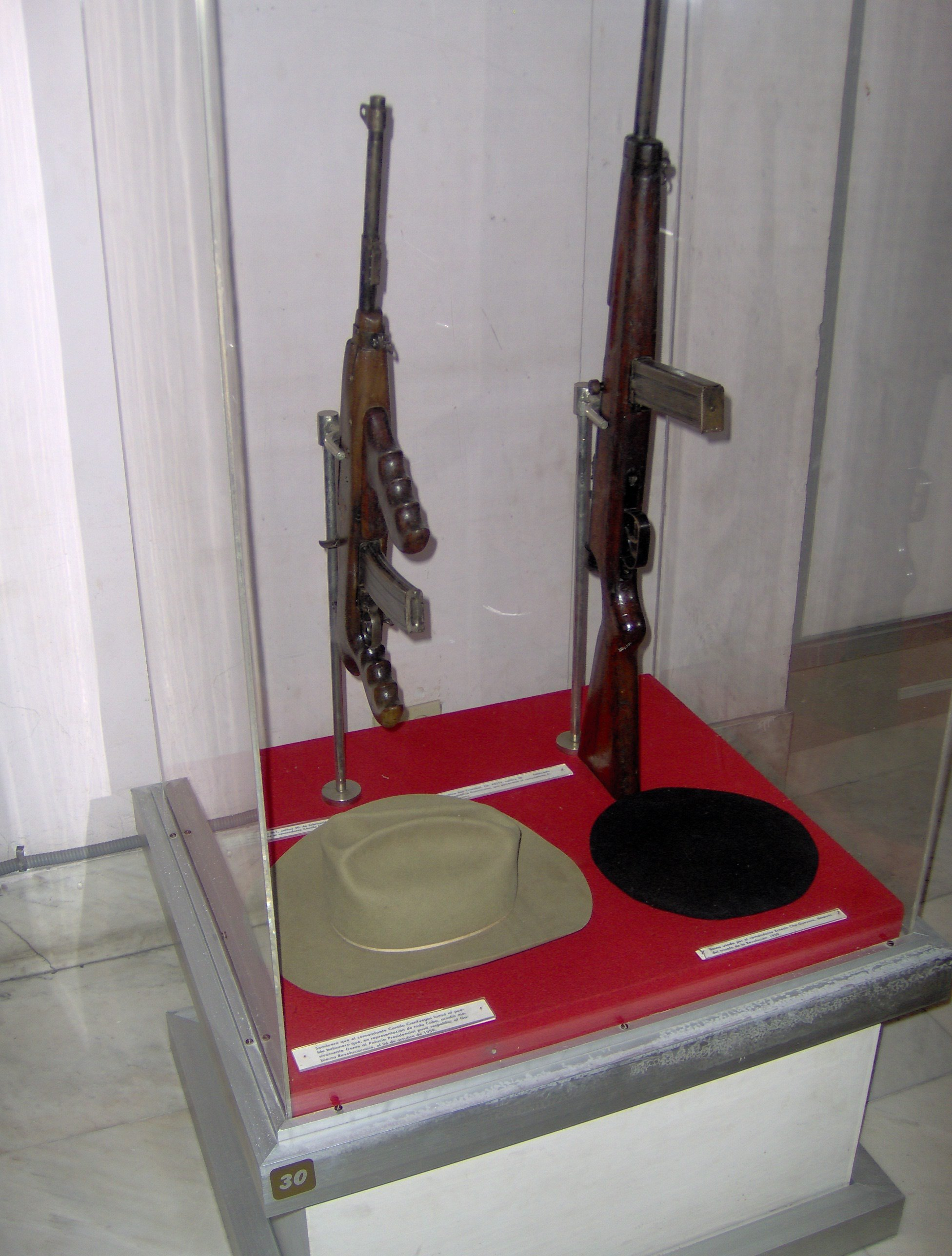
Che Guevara et Camilo Cienfuegos armes et vêtements.
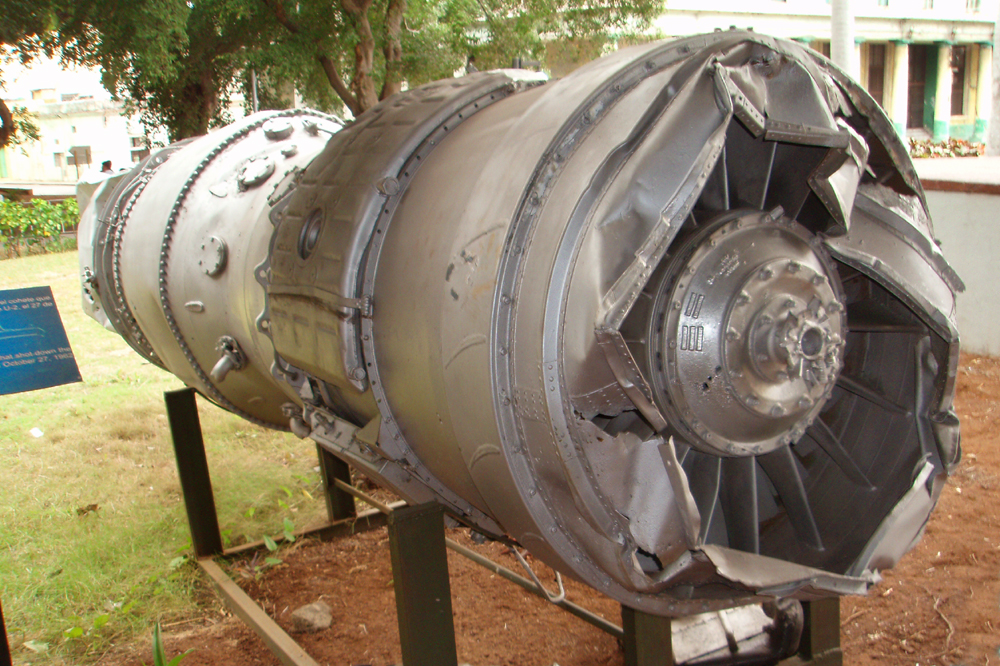
Le moteur du Lockheed U-2 abattu au-dessus de Cuba durant la crise des missiles de Cuba.
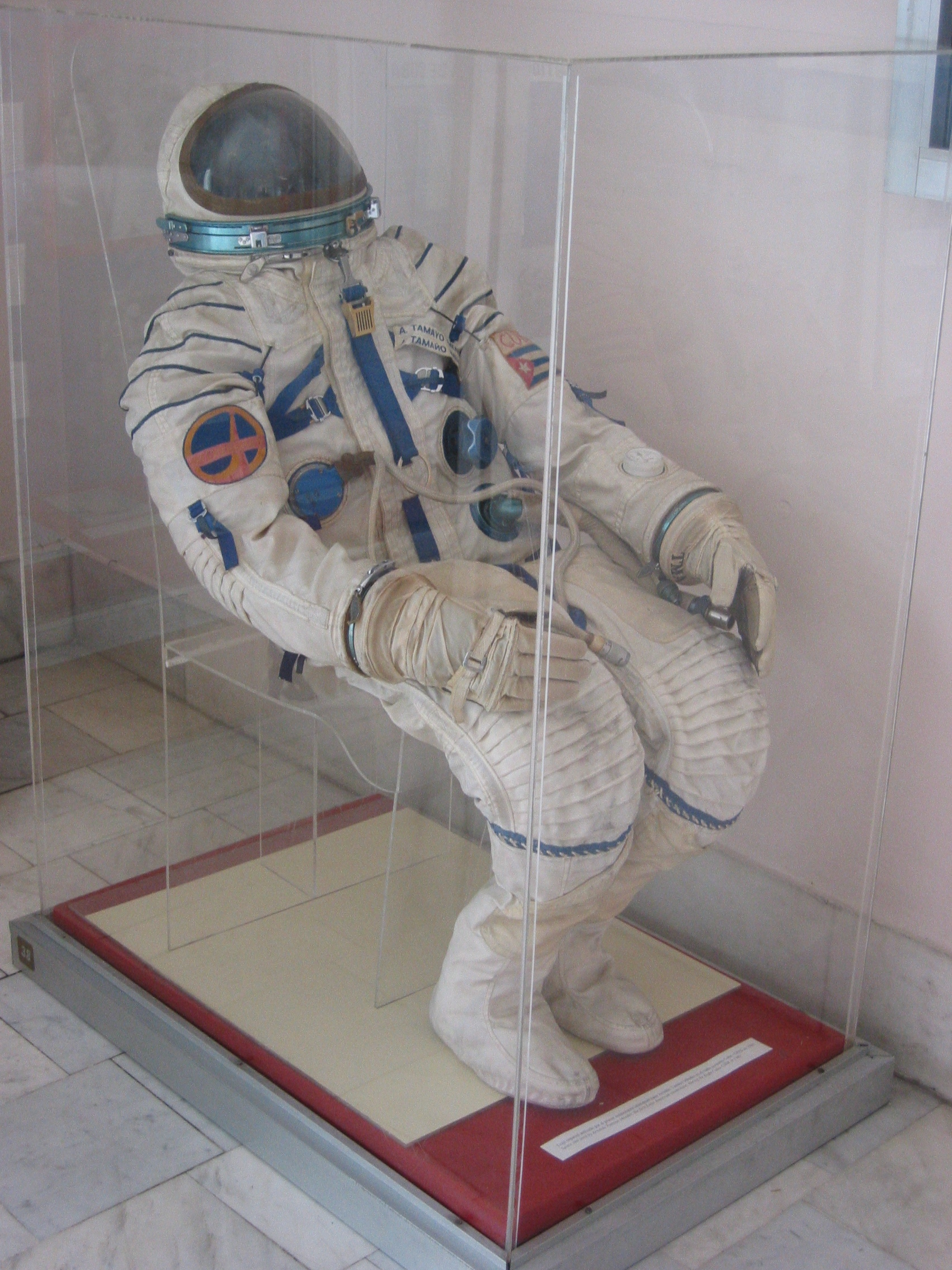
Combinaison spatiale du cosmonaute cubain Arnaldo Tamayo Méndez.
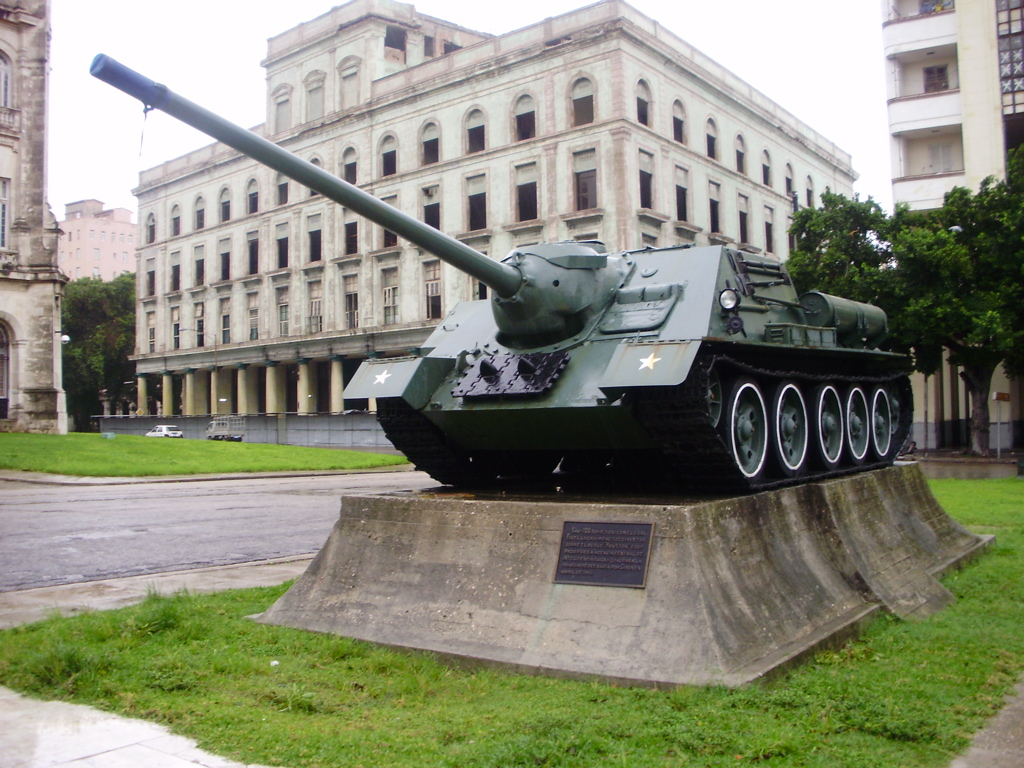
SU-100.
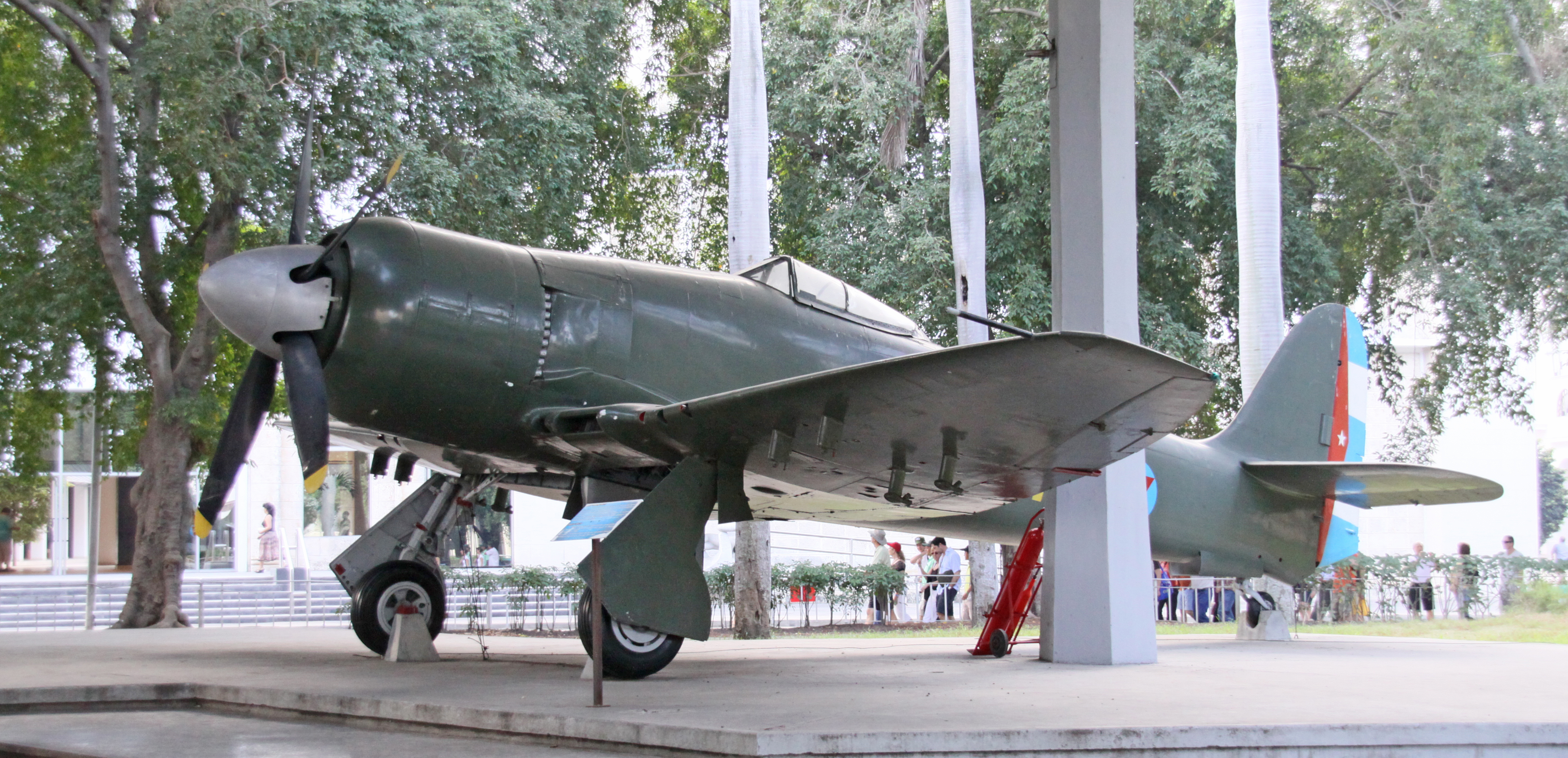
Hawker Sea Fury F50.
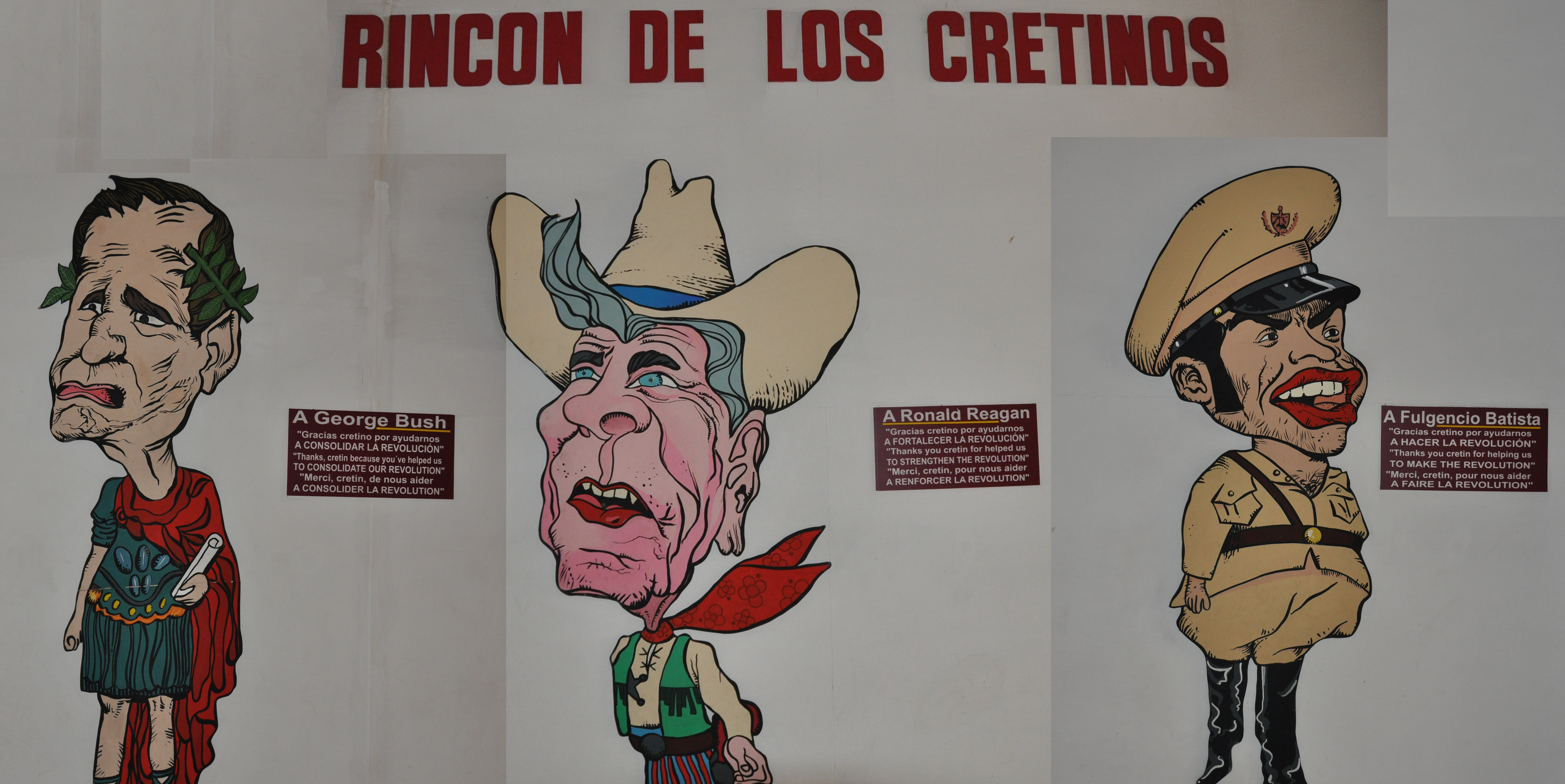
« Coin des crétins ».
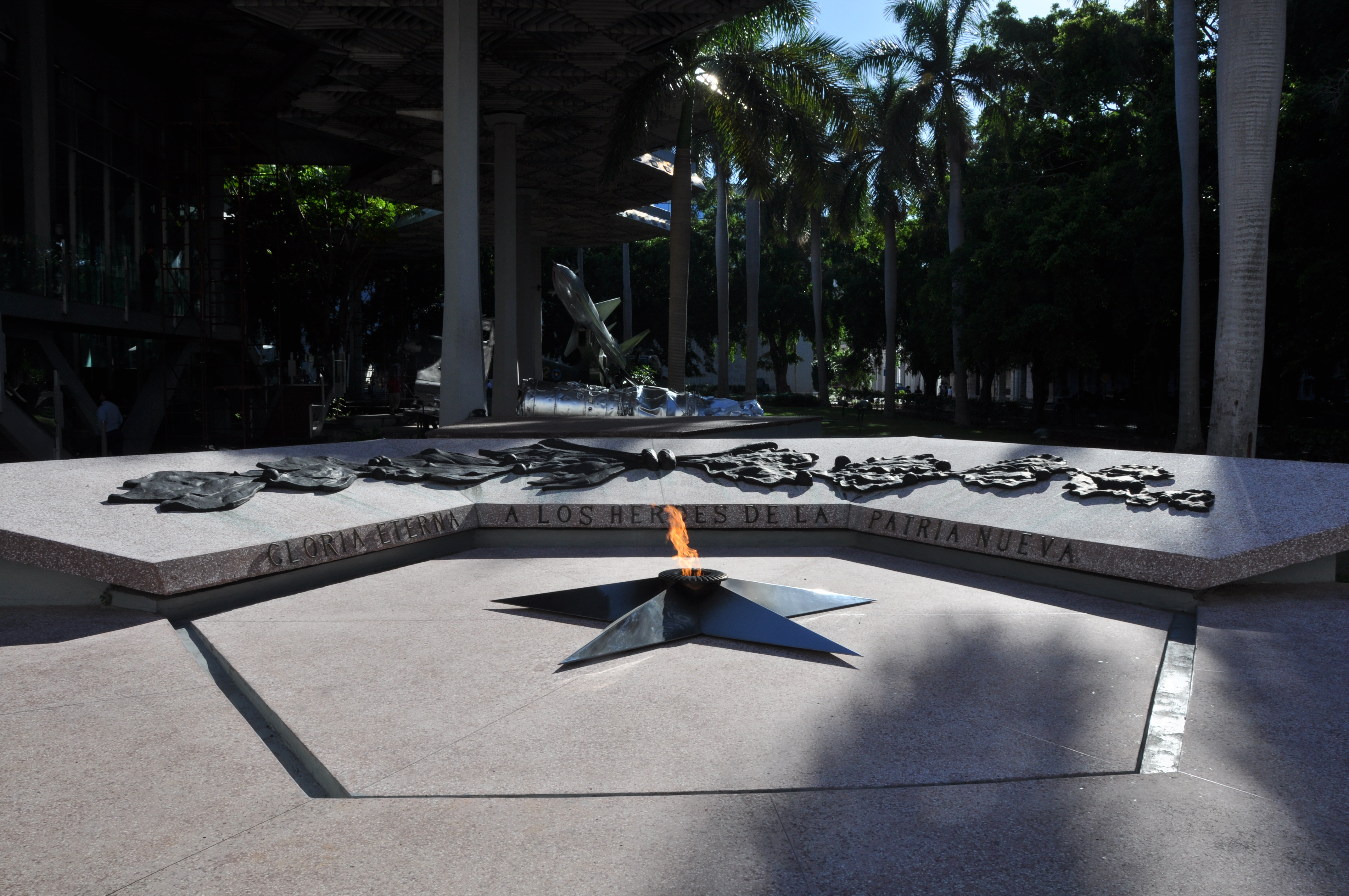
Mémorial Granma aux héros de la Révolution.